# ملانی آرتون
ملانی آرتون (ارمنی: մելանի Արթուն؛ متولد ۱۳۶۴ در تهران) ورزشکار دو و میدانی در رشته‌های دوهای سرعت و دوهای امدادی ارمنی‌تبار اهل ایران است.

## تحصیلات
وی دانشجوی دانشگاه آزاد در رشته تربیت بدنی می‌باشد.

## زندگی ورزشی
ورزش را از پنج سالگی در باشگاه فرهنگی-ورزشی آرارات شروع کرده و تا کنون عضو همین باشگاه است.
در کلاس‌های داوری و مربی‌گیری فدراسیون دو شرکت کرده و مفتخر به اخذ گواهی‌نامه شده‌است. همچنین گواهی‌نامه ماساژ در ورزش دریافت نموده‌است. مدت ۵ سال عضو تیم کلنی دو و میدانی ایران می‌باشد. در مسابقات متعدد داخلی شرکت کرده و به افتخارات شایان توجهی دست یافته‌است. در دو ۶۰ متر، ۱۰۰ متر، ۲۰۰ متر، ۱۰۰*۴ متر و ۴۰۰*۴ متر قهرمان شده و رکوردار دو ۲۰۰ متر نیز می‌باشد. در مسابقات پایتخت‌های جهان و بازی‌های زنان کشورهای اسلامی شرکت کرده و در دو سرعت دوم و سوم را به‌دست آورده‌است. در این مسابقات توانست رکورد ۴۰۰*۴ متر بانوان ایران را پس از ۲۵ سال بشکند.
در سه دوره مسابقات المپیک ارامنه جهان در ارمنستان شرکت کرده، مقام دوم را کسب نموده‌است. همچنین در مسابقات غرب آسیا در دوحه قطر شرکت نموده و مقام نخست را در دو ۱۰۰*۴ متر و مقام‌های چهارم را دو ۱۰۰ متر و ۲۰۰ متر به‌دست آورده‌است.

## دستاوردها

### مسابقه‌های بین‌المللی دوومیدانی بانوان
- - ۱۰۰*۴ متر بانوان - بازی‌های غرب آسیا ۲۰۰۵ دوحه
- - ۲۰۰ متر - شرکت ملی نفت ایران[۱]
- برترین قهرمانان ورزشی ارامنه - استان تهران[۲]